# Jard
Jard (angleško yard) je enota za dolžino. Jard je enak 3 čevljem ali 1/1760 milje, kar je po mednarodnem sistemu 0,9144 metra. Angleško ime za jard izvira iz besede za ravno vejo oziroma palico. Jard (ali polseženj) je enak polovici sežnja, ker izvira iz razdalje med brado in konci prstov na roki (seženj je razdalja med konci prstov ene in druge roke).